# 安平川
安平川（あびらがわ）は、北海道胆振総合振興局管内を流れ勇払川と合流した後に太平洋に注ぐ二級河川。安平川水系の本流である。

## 地理
北海道胆振総合振興局管内勇払郡安平町と空知総合振興局管内夕張郡由仁町との境界にあるシアビラヌプリ（標高364m）に源を発し、北西から西に流れた後、安平町追分市街から南方に向きを変え、早来市街や農地、勇払原野を貫流し、苫小牧市勇払付近で支流の勇払川と合流し太平洋に注ぐ。

## 川名の由来
アイヌ語での「アㇽピラペッ（ar-pira-pet）」（片・崖・川）の意とされている。

## 治水

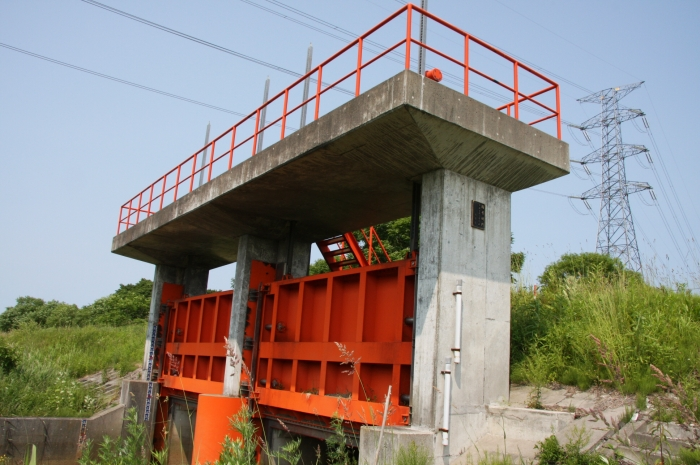
二連で動力ラック方式の四号樋門（安平町遠浅）

安平川流域では、1947年（昭和22年）の浸水被害を契機として、1950年（昭和25年）より堤防の新設や河道掘削等を実施しているが、その後も1965年、1975年、1981年と水害に見舞われている。
2013年（平成25年）11月に策定された安平川水系河川整備計画では、河口から36.3kmを優先整備区間としており、堤防の整備、河道の掘削の他、特に勇払原野を流れる下流域においては、堤防の間隔を広く取り高水敷に洪水時の流水を一時的に貯留させる「河道内調整地」による治水対策を実施することとし、その範囲には弁天沼も含むこととしている。
下流湿地帯の区間では二連の大型樋門で氾濫時の逆流に備えている。
1982年（昭和57年）に発表された千歳川放水路計画では、安平川の遠浅川合流点から下流区間が放水路のルートとして設定されたが、その後放水路計画は中止となっている。

## 利水
遠浅川合流点より上流では、沿川が主に農地であることから農業用水として利用されている。
支流の支安平川上流に稲作灌漑用の瑞穂ダムが築造されている他に一定スパンで揚水機場が設けられている。
一方、遠浅川合流点より下流部では、苫小牧東部地域の工業用水として利用されており、最大1.238m3/s が取水されている。
2024年、安平川から取水する工業用水から国の暫定指針をわずかに超える量の有機フッ素化合物（PFAS）の一種であるPFOS及びPFOAが検出。工業用水の取水地点の上流には上水道の取水ポイントがあることから、改めて浄水場及び安平川において水質調査が行われたが、3つの浄水場からはPFASは検出されなかった

## 流域の自治体
北海道
胆振総合振興局安平町、苫小牧市

## 支流
括弧内は流域の自治体
- 光起川（安平町）
- 支安平川（安平町）
- ニタッポロ川（安平町）
- 遠浅川（安平町）
- 勇払川（苫小牧市）
- 旧明野川（苫小牧市）
- 弁天水路川（苫小牧市）

## 主な橋梁
- 安平川第二橋 - 道東自動車道
- 安平川第一橋 - 道東自動車道
- 慶町橋 - 北海道道462号川端追分線
- 美園橋 - 国道234号
- 旭光橋 - 北海道道462号川端追分線
- 追分橋 - 北海道道462号川端追分線
- 追分跨線橋 - 北海道道226号舞鶴追分線
- 追分橋 - 北海道道290号追分停車場線
- 豊栄橋
- 第2安平橋 - 北海道道226号舞鶴追分線
- 弥生橋 - 国道234号
- 第1安平橋 - 国道234号
- 上岡橋
- 安平橋
- 拓栄橋
- 鈴蘭橋
- 早来跨線橋 - 北海道道10号千歳鵡川線
- 早来橋 - 国道234号
- 源武橋 - 北海道道482号豊川遠浅停車場線
- 拓南橋
- 静川高架橋 - 日高自動車道
- 静川橋 - 国道235号
- 安平1号橋 - 北海道道259号上厚真苫小牧線
- 勇払川橋梁 - JR日高本線
- 勇払橋